# Кармазин, Виталий Иванович
Кармазин Виталий Иванович (23 марта 1912, Вольные Хутора, Екатеринославская губерния — 4 июля 2002, Днепропетровск) — советский учёный в области горного дела, инженер-металлург. Доктор технических наук (1962), профессор (1973). Отец Виктора Кармазина.

## Биография
Родился 23 марта 1912 года в селе Вольные Хутора (ныне в Верхнеднепровском районе Днепропетровской области).
В 1934 году окончил Днепропетровский металлургический институт.
Работать начал на обогатительном производстве в Кривом Роге. Учился в аспирантуре Днепропетровского металлургического института.
С 1938 года — преподаватель в Днепродзержинском металлургическом институте. В 1938 году получил научную степень кандидата технических наук, в 1939 году — учёное звание доцента.
Перед Великой Отечественной войной окончил докторантуру при Институте чёрной металлургии АН Украинской ССР. После войны — директор рудника «Жёлтая река».
В 1945—1954 годах — старший научный сотрудник сектора обогащения в НИГРИ.
В 1947—1961 годах — преподаватель по совместительству на кафедре разработки месторождений полезных ископаемых в Криворожском горнорудном институте.
В 1955—1960 годах — в институте «Механобрчермет» в Кривом Роге — один из основателей и руководитель.
В 1961—1973 годах — заведующий кафедрой обогащения полезных ископаемых в Днепропетровском горном институте. В 1973—2001 годах — профессор кафедры обогащения полезных ископаемых.
Умер 4 июля 2002 года в городе Днепропетровск.

## Научная деятельность
Специалист по обогащению полезных ископаемых. Автор 330 научных трудов, 78 авторских свидетельств, учебников для вузов. Разработал новые технологии обогащения марганцевых руд и шламов, титано-циркониевых руд, очистки угля от токсичных веществ. Основатель научной школы «Магнитные методы обогащения полезных ископаемых». Член Совета по обогащению полезных ископаемых АН СССР. Подготовил 40 кандидатов технических наук.

### Научные труды
- Восстановительный обжиг при магнитном обогащении / Труды первой конференции по обогащению кварцитов. — Днепропетровск, 1935;
- Сепаратор с замкнутой магнитной системой / Горный журнал. — 1955. — № 10;
- Повышение качества концентратов / Труды НТО чёрной металлургии. — 1957. — № 14;
- Магнитная регенерация и сепарация при обогащении руд и углей / В. В. Кармазин, В. И. Кармазин, В. А. Бинкевич. — М.: Недра, 1968. — 198 с.
- Обогащение руд чёрных металлов: учебник для вузов / М.: Недра, 1982. — 216 с.
- Магнитные и электрические методы обогащения: учебник по специальности «Обогащение полезных ископаемых» / В. В. Кармазин, В. И. Кармазин. — М.: Недра, 1988. — 303 с. ISBN 5247001699

## Память
- Памятная доска на корпусе НГУ в городе Днепр[1].